# هومر بيس
هومر بيس (بالإنجليزية: Homer Pace)‏ هو شخصية أعمال أمريكي، ولد في 1879، وتوفي في 1942.